# Seznam dílů seriálu Deník doktorky
Toto je seznam dílů seriálu Deník doktorky. Německo-rakouský televizní seriál Deník doktorky se vysílal v letech 2008-2011 na televizním kanále RTL. V České republice jej v letech 2010-2011 vysílala ČT1.

## Přehled řad
| Řada | Díly | Premiéra v USA  | Premiéra v USA | Premiéra v ČR    | Premiéra v ČR     |
| Řada | Díly | První díl       | Poslední díl   | První díl        | Poslední díl      |
| ---- | ---- | --------------- | -------------- | ---------------- | ----------------- |
| 1    | 8    | 23. června 2008 | 4. srpna 2008  | 31. srpna 2010   | 19. října 2010    |
| 2    | 8    | 3. srpna 2009   | 14. září 2009  | 26. října 2010   | 14. prosince 2010 |
| 3    | 8    | 5. ledna 2011   | 14. února 2011 | 5. prosince 2011 | 14. prosince 2011 |

## Seznam dílů

### První řada (2008)
| Č. v seriálu | Č. v řadě | Původní název                | Český název                      | Režie              | Premiéra v Německu | Premiéra v ČR  |
| ------------ | --------- | ---------------------------- | -------------------------------- | ------------------ | ------------------ | -------------- |
| 1            | 1         | Männer sind Schweine!        | Chlapi jsou dobytci!             | Oliver Schmitz     | 23. června 2008    | 31. srpna 2010 |
| 2            | 2         | Hilfe, ich brauche ein Date! | Pomoc, potřebuju rande!          | Christian Ditter   | 23. června 2008    | 7. září 2010   |
| 3            | 3         | Bin ich fett?                | Jsem tlustá?                     | Christian Ditter   | 30. června 2008    | 14. září 2010  |
| 4            | 4         | Marc will Sex                | Marc chce sex                    | Oliver Schmitz     | 7. července 2008   | 21. září 2010  |
| 5            | 5         | Dr. Kaan ist doch süß!       | Doktor Kaan je k sežrání!        | Oliver Schmitz     | 14. července 2008  | 28. září 2010  |
| 6            | 6         | Frauen auf dem Ärzteball     | Ženy na lékařském plese          | Oliver Schmitz     | 21. července 2008  | 5. října 2010  |
| 7            | 7         | Nonnen sind auch nur Frauen  | Jeptišky jsou také jen ženy      | Sophie Allet-Coche | 28. července 2008  | 12. října 2010 |
| 8            | 8         | Brauche dringend Happy End   | Naléhavě potřebuju šťastný konec | Sophie Allet-Coche | 4. srpna 2008      | 19. října 2010 |

### Druhá řada (2009)
| Č. v seriálu | Č. v řadě | Původní název                              | Český název                                    | Režie                 | Premiéra v Německu | Premiéra v ČR      |
| ------------ | --------- | ------------------------------------------ | ---------------------------------------------- | --------------------- | ------------------ | ------------------ |
| 9            | 1         | Hurra – Endlich wieder Liebeskummer        | Hurá, konečně zase trampoty s láskou (1. část) | Holger Haase          | 3. srpna 2009      | 26. října 2010     |
| 10           | 2         | Einmal – Cinderella und zurück             | Hurá, konečně zase trampoty s láskou (2. část) | Franziska Meyer Price | 3. srpna 2009      | 2. listopadu 2010  |
| 11           | 3         | Yippie – Noch mehr Arsch, noch weniger Sex | Jupí, ještě větší zadek, ještě míň sexu        | Franziska Meyer Price | 10. srpna 2009     | 9. listopadu 2010  |
| 12           | 4         | Na toll – Ohne Marc ist alles doof!        | No super, bez Marka je všechno na nic          | Franziska Meyer Price | 17. srpna 2009     | 16. listopadu 2010 |
| 13           | 5         | Huch – Wachse über mich hinaus!            | Páni, překonávám sama sebe                     | Franziska Meyer Price | 24. srpna 2009     | 23. listopadu 2010 |
| 14           | 6         | Sauerei – Millionär will mein Herz stehlen | Nehorázné, milionář mi chce uloupit srdce      | Sophie Allet-Coche    | 31. srpna 2009     | 30. listopadu 2010 |
| 15           | 7         | Romantisch – Drei Männer auf Haasenjagd    | Romantika, tři muži na honu                    | Sophie Allet-Coche    | 7. září 2009       | 7. prosince 2010   |
| 16           | 8         | Ja, ich will – Aber wer will mich?         | Ano, já chci. Ale kdo chce mě?                 | Sophie Allet-Coche    | 14. září 2009      | 14. prosince 2010  |

### Třetí řada (2011)
| Č. v seriálu | Č. v řadě | Původní název                              | Český název                                           | Režie                 | Premiéra v Německu | Premiéra v ČR     |
| ------------ | --------- | ------------------------------------------ | ----------------------------------------------------- | --------------------- | ------------------ | ----------------- |
| 17           | 1         | Skandal! Hochzeitsnacht zu dritt (Teil 1)  | Skandál! Svatební noc ve třech (1. část)              | Sophie Allet-Coche    | 5. ledna 2011      | 5. prosince 2011  |
| 18           | 2         | Skandal! Hochzeitsnacht zu dritt (Teil 2)  | Skandál! Svatební noc ve třech (2. část)              | Sophie Allet-Coche    | 5. ledna 2011      | 6. prosince 2011  |
| 19           | 3         | Oh Gott! Mein Mann hat mich nackt gesehen! | Proboha! Můj muž mě viděl nahou                       | Sophie Allet-Coche    | 10. ledna 2011     | 7. prosince 2011  |
| 20           | 4         | Mist! Wieder einen Frosch erwischt!        | Sakra! Zase žabák a ne princ                          | Sophie Allet-Coche    | 17. ledna 2011     | 8. prosince 2011  |
| 21           | 5         | Oh Je! Dein Ex auf Wein, das lass sein!    | A jéje! Expřítel a alkohol zadělají na pěkný hlavobol | Franziska Meyer Price | 24. ledna 2011     | 9. prosince 2011  |
| 22           | 6         | Autsch! Sturz von der Karriereleiter       | Auvajs! Pád z kariérního žebříčku                     | Franziska Meyer Price | 31. ledna 2011     | 12. prosince 2011 |
| 23           | 7         | Endlich! Ein Kind von Marc!                | No konečně! Dítě s Markem                             | Franziska Meyer Price | 7. února 2011      | 13. prosince 2011 |
| 24           | 8         | Herr Ober! Mein Happy End ist kalt!        | Pane vrchní! Můj happy end je studený                 | Franziska Meyer Price | 14. února 2011     | 14. prosince 2011 |